# Megan Escort Deluxe
Megan Escort Deluxe ist ein französischer Porno-Spielfilm des Regisseurs Hervé Bodilis aus dem Jahr 2016. 

## Handlung
Fünf junge Frauen zeigen ihre Welt als Escort-Damen. Ihre reichen Klienten erwarten nicht nur perfektes Aussehen und tolle Outfits, sie erwarten absolute Unterwerfung und Bereitschaft zu jeder Form der Perversion.

## Auszeichnungen
- 2018: AVN Award - Best Director - Foreign Non-Feature

## Nominierungen
- 2018: AVN Award Nominee: Best Sex Scene in a Foreign-Shot Production (Kristof Cale, Megan Rain, Ricky Mancini)
- 2018: AVN Award Nominee: Best Foreign Non-Feature